# 보절면
보절면(寶節面)은 대한민국 전북특별자치도 남원시의 면이다.

## 개요
보절면은 지형적으로 준고냉지역으로 냉해와 강풍, 안개와 비가 잦은 지역이다. 사회적으로 보면 씨족집단이 취락을 형성하여 온후하고 순박하며 유교를 숭상한다. 경제적으로는 전형적인 농촌이며, 미작 위주의 영농을 하고 있다.

## 법정리
- 괴양리(槐陽里)
- 금다리(錦茶里)
- 도룡리(道龍里)
- 사촌리(沙村里)
- 서치리(書峙里)
- 성시리(城侍里)
- 신파리(新波里)
- 진기리(眞基里)
- 황벌리(黃筏里)

## 교육
- 보절초등학교 (신파리)
- 고절초등학교 (폐교) - 보절면 보산로 636-19 (괴양리)
- 보절중학교 (만도리)